# Landespolizeidirektion Steiermark
Die Landespolizeidirektion Steiermark ist die für das Land Steiermark in Österreich zuständige Sicherheitsbehörde II. Instanz. In den Gemeinden Graz und Leoben ist sie auch Sicherheitsbehörde I. Instanz.

## Grundsätzliches
Die Landespolizeidirektion Steiermark wurde, wie alle anderen LPD im Jahr 2012 im Rahmen einer Sicherheitsbehördenreform gebildet. Näheres dazu unter Sicherheitsbehörden-Neustrukturierung 2012. Hinsichtlich der Struktur der LPD Steiermark siehe unter Landespolizeidirektion (Österreich).

## Spezifika in der Steiermark
Der LPD unterstehen elf Bezirkspolizeikommanden (entsprechend der Bezirksstruktur im Land), ein Stadt- und Bezirkspolizeikommando, welches sowohl für die Stadt als auch für den Bezirk Leoben zuständig ist, sowie ein Stadtpolizeikommando für den Bereich der Landeshauptstadt Graz. Die LPD nimmt die Aufgaben einer Sicherheitsbehörde I. Instanz für das Gebiet der Stadt Graz direkt selbst wahr, für das Gebiet der Gemeinde Leoben über ihre Außenstelle, das Polizeikommissariat Leoben.

## Dienststellen der LPD in Graz

### Straßganger Straße
Ihren Hauptsitz hat die LPD im Bundesamtsgebäude in Graz-Wetzelsdorf in der Straßganger Straße. Es handelt sich dabei um das ehemalige Landesgendarmeriekommando für Steiermark. In diesem Gebäudekomplex sind die Geschäftsführung der LPD sowie die Personalabteilung, die Logistikabteilung, das Landeskriminalamt oder die Einsatzabteilung untergebracht. Es findet an dieser Dienststelle kein Parteienverkehr statt. Die Errichtung des Gebäudekomplexes begann im Jahr 1970, die letzten Dienststellen zogen 1977 hier ein.

### Parkring
Eine weitere große Dienststelle, das sogenannte „Ämtergebäude“ befindet sich in der Inneren Stadt von Graz am Parkring. Dort befindet sich unter anderem die Sicherheits- und Verwaltungspolizeiliche Abteilung (wo bspw. Führerscheine ausgestellt werden) aber auch die Fremden- und Grenzpolizeiliche Abteilung und das Landesamt für Verfassungsschutz und Terrorismusbekämpfung. Weiters ist dort das Polizeianhaltezentrum Graz etabliert. Der Gebäudekomplex beherbergte vor dem Jahr 2012 vor allem die behördlichen Dienststellen der Bundespolizeidirektion Graz.

## Behördenleiter
Seit ihrer Gründung im Jahr 2012 wird die LPD Steiermark erst von ihrem zweiten Landespolizeidirektor geführt. Der erste Landespolizeidirektor Josef Klamminger, der zuvor auch Sicherheitsdirektor gewesen war, bekleidete dieses Amt in den Jahren 2012 bis 2017. Seit damals fungiert Gerald Ortner als Behördenleiter.